# Інтелектуальна економіка
Інтелектуальна економіка, гіпотетична галузь науки, яка вивчає теоретичні і прикладні проблеми функціонування та механізми взаємодії суб'єктів економічної діяльності, пов'язаних з інтелектуальним капіталом, засобами мобілізації та підвищення його ефективності, ринком інтелектуального продукту, формами і методами корпоратизації, інноваційної діяльності та комерціалізації, різновидів нематеріальних активів, а також з проблемами удосконалення методів оцінки вартості інтелектуального продукту, ціноутворення, фінансових відносин і формування облікової політики з урахуванням вимог міжнародних стандартів. Близька за ідеєю до явища креативних індустрій

## Напрями досліджень
- економіко-правові засади формування інтелектуального капіталу та його державного регулювання;
- економічний механізм, теорія і методологія прогнозування, планування та аналізу розвитку інтелектуального капіталу;
- інноваційна стратегія та мотиваційні механізми впровадження новітніх результатів творчої інтелектуальної праці;
- створення організаційно-економічного механізму становлення та стимулювання інноваційної діяльності, спрямованої на розвиток науково-технічного потенціалу інтелектуальної праці і охорони прав її результатів;
- розвиток інноваційної моделі структурної перебудови економіки та її зростання в інтелектуальній сфері;
- удосконалення організаційно-економічного механізму міжнародного трансферу інтелектуального продукту, а також експорту вітчизняного інтелектуального продукту;
- створення інфраструктури ринку інтелектуального продукту (технопарків, інкубаторів, центрів, бірж прав тощо);
- маркетингові дослідження ринку інтелектуального продукту;
- формування витрат на створення та продаж різновидів об'єктів інтелектуальної власності;
- механізм ціноутворення; взаємозв'язок внутрішніх і світових цін та конкурентоспроможності об'єктів інтелектуальної власності;
- методологічні та методичні питання відтворення нематеріальних активів, амортизаційна та інвестиційна політика у сфері інтелектуальної власності;
- удосконалення методів оцінки інтелектуальної власності та ліцензійних угод з урахуванням їх різновидів та міжнародного досвіду;
- комерціалізація інтелектуальної власності;
- корпоративні трансакції з використанням інтелектуального продукту;
- фінансові відносини та удосконалення фіскальної політики у сфері інтелектуальної економіки та менеджменту;
- формування облікової політики у сфері інтелектуальної власності з урахуванням міжнародних стандартів та світового досвіду.